# ネナラ (ブラウザ)
ネナラ（朝鮮語: 내나라、英語: Naenara）は、朝鮮コンピューターセンターによって開発された、朝鮮民主主義人民共和国（北朝鮮）の国営イントラネットである光明ネットワークの閲覧に使用されるイントラネット用ウェブブラウザソフトウェアである。

## 設計
ネナラはMozilla Firefoxを改変したものであり、「Microsoft Windowsのライセンスとセキュリティの問題」を理由に北朝鮮が開発したLinuxベースのオペレーティングシステムであるRed Star OSと共に配布されている。

## 使用方法
ネナラは、国営である光明ネットワークのイントラネット上で約1,000から5,500（2014年時点）のウェブサイトを閲覧するために使用できる。
Red Star OSとネナラは朝鮮コンピューターセンターによって開発され、同センターのウェブサイトでは「Linuxベースのソフトウェアの開発を目的としている」と明記されている。
ネナラを実行すると、http://10.76.1.12/のIPアドレスに接続を試行する。ネナラブラウザのデフォルトの検索エンジンはGoogle Koreaである。